# Film (film 2000)
Film è un film del 2000 diretto da Laura Belli.

## Trama
Ex attrice di successo, appena uscita da una lunga storia d'amore con il regista Giacomo, Mara decide di aprire un nuovo capitolo della propria vita dedicandosi alla carriera di sceneggiatrice. Sostenuta nel suo lavoro da Dario, trova l'occasione giusta in un concorso, che mette in palio per la migliore sceneggiatura i fondi necessari per realizzarne un film. La sua concentrazione è però messa a dura prova dall'invadenza delle sue amiche, Monica, Tazi e Vera, divise fra crisi di coppia e ricerca di una nuova identità sociale.